# Lucas Homan
Lucas Homan (Rolde, 28 december 1817 - Norg, 3 maart 1874) was een Nederlandse jurist en burgemeester.

## Leven en werk
Homan was een zoon van de schulte van Rolde Johannes Homan en Roelfje Vos. Hij studeerde rechten aan de universiteit van Groningen en promoveerde aldaar in 1842. Een jaar later, in 1843, werd hij benoemd tot burgemeester van Norg en Veenhuizen. Deze functie zou hij vervullen tot 1871. Hij was tevens lid van Provinciale Staten van Drenthe. Hij overleed in 1874 op 56-jarige leeftijd te Norg. Zijn broer Hendrik was burgemeester van Rolde.
Homan trouwde op 25 augustus 1843 in Groningen met de uit de plaats afkomstige Titia Gijsbertina Reinders.
- International Standard Name Identifier: 0000 0003 8858 0400
- Nederlandse Thesaurus van Auteursnamen: 072554606
- Virtual International Authority File: 281803274
- WorldCat: E39PBJhxjQKYxh9bX7F8tDkv73